# TRIX indicator

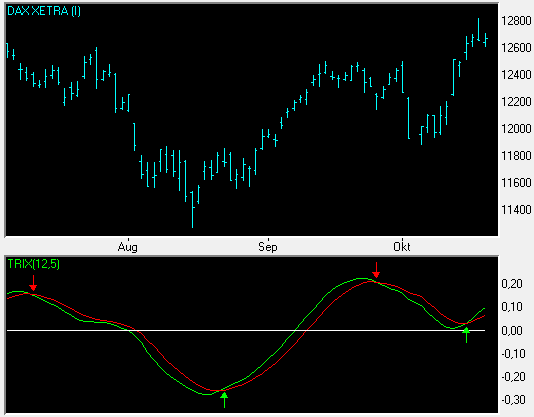
TRIX indicator. De indicator bestaat uit de TRIX lijn (rood) en de triggerlijn (groen).

De TRIX indicator, bedacht door Jack Hutson, is een hulpmiddel in de technische analyse om omslagpunten in koerstrends te ontdekken. De basis van deze technische indicator is een driedubbele moving average, welke is bedoeld om alle kleine koersschommelingen weg te filteren. Van deze driedubbele moving average wordt vervolgens het 1-daags momentum berekend. Het is resultaat is de TRIX lijn die beweegt rondom de nullijn. 
Wanneer de TRIX lijn van richting verandert, geeft dit een trendomkeer aan. Om deze trendomkeer te kunnen signaleren wordt een triggerlijn berekend, door een moving average van de TRIX lijn te nemen. De kruisingen van de TRIX lijn en de triggerlijn vormen de aan- en verkoopsignalen.    

## Berekening
- n = TRIX periode
- t = Triggerlijn periode
- EMA(n) = Exponential Moving Average over periode n

- EMA1 = EMA(n)(Slotkoers)
- EMA2 = EMA(n)(EMA1)
- EMA3 = EMA(n)(EMA2)

- TRIX = (EMA3[x] - EMA3[x-1]) / EMA3[x-1] * 100
- Triggerlijn = EMA(t)(TRIX)